# Picardia orchatias
Picardia orchatias is een vlinder uit de familie vedermotten (Pterophoridae). De wetenschappelijke naam van deze soort is, als Pterophorus orchatias, voor het eerst geldig gepubliceerd in 1908 door Edward Meyrick.
De soort komt voor in het Afrotropisch gebied.

## Synoniemen
- Pterophorus imerinae Bigot, 1964